# 肖托夸运动

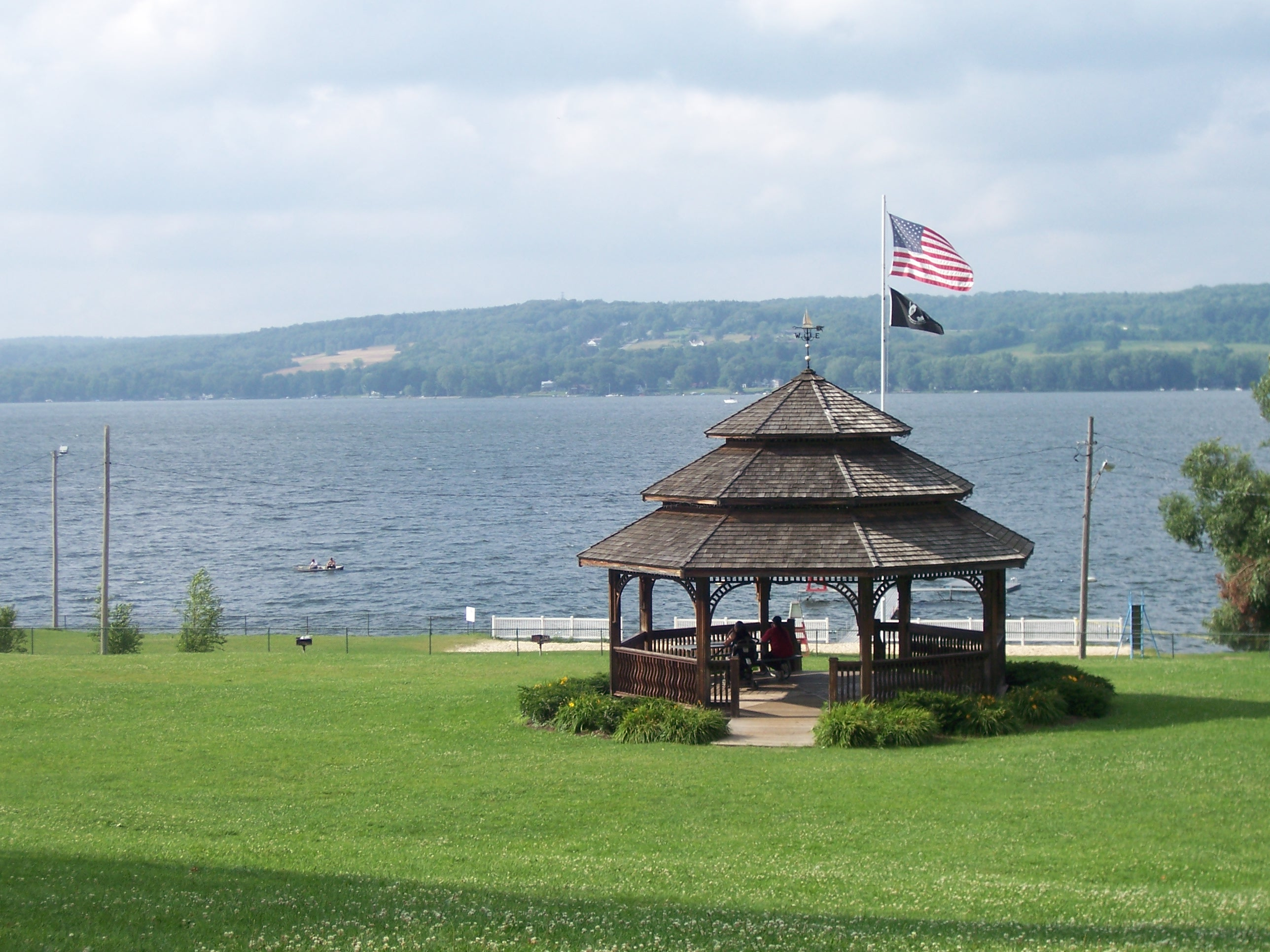
肖托夸运动的发源地，肖托夸湖，此运动也得名于该地

肖托夸（Chautauqua，又译學托擴，肖陶扩）是19世纪末期与20世纪早期在美国非常流行的成人教育运动（同时也指其集会教育形式）。在1920年代中期以前，肖托夸集会在美国农业地区广为传播。肖托夸为社区提供娱乐与文化教育，与会成员包括了当时的演说家，教师，音乐家，艺人，牧师和其他各方面专家。但这一运动随着广播，电视，电影等的崛起而逐渐消亡。
美国前总统西奥多·罗斯福曾说肖托夸是“美国最美国的事物。”

## 历史

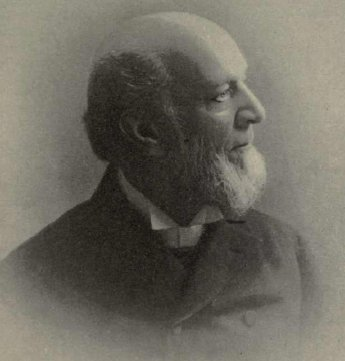
肖托夸创始人之一约翰·黑尔·文森特

历史上第一次肖托夸，纽约肖托夸集会，在1874年由卫理宗牧师约翰·黑尔·文森特与商人路易斯·米勒在纽约州肖托夸县肖托夸湖边的露营点发起。这一时期，内战给美国人民带来的创伤仍十分明显，大量人口随着淘金热的兴起而西迁，全美只有3%的适龄学童能进入高中。在此之前两年，时任《主日学校期刊》编辑的文森特开始以户外暑期学校的形式培训主日学校教师。这一学校的规模逐渐扩大，成为肖托夸的雏形。文森特和米勒发起的这一肖托夸随后成为肖托夸学院。
集会所采用的暑期教育营形式非常成功，很快就被模仿起来。不到十年，肖托夸集会就已传遍北美大陆的许多地区。肖托夸运动有时被看作是19世纪早期吕克昂运动（Lyceum movement，又译书院运动）的继任者。随着肖托夸集会逐渐成为演说家及表演者间竞争的平台，吕克昂办事处也协助编纂资料。靠近詹姆斯敦的第一次肖托夸原址现已为多位演说家及表演者举办过活动，如歌手比尔·门罗与美国副总统阿尔·戈尔。

### 独立肖托夸
“独立肖托夸”一直在固定地点举行。这一类肖托夸的举办地点通常建筑在距城镇不远，交通便利且景色优美的半农业地区。在1920年代肖托夸运动的高峰期，此类肖托夸有上百个之多，但这一数量现已大幅减少。
至少有三个独立肖托夸从1920年代一直运营到21世纪；如果把露营布道会与主日学校集会也计算在内的话，数目还要增加。

### 巡回肖托夸
“巡回肖托夸”（俗称帐篷肖托夸）是一类长期流动的肖托夸形式。这类集会通常在“城镇周遭排水良好的田野”间搭建的帐篷里举行。活动持续几天后，主办人就会收起帐篷前往下一个地点。这一巡回形式肖托夸的发明人是基斯·沃特（Keith Vawter）, 雷德帕斯吕克昂办事处（Redpath Lyceum Bureau）的管理员。
巡回肖托夸开始于1904年。按照沃特的安排，每一个表演者或组合，将在整场活动中的特定一天出现。这样一来“第一天”的表演者就能在表演结束后立刻前往下一个肖托夸举办地，而“第二天”的表演者则接续活动，如此循环直到整个巡回结束。大约1920年代中期时巡回肖托夸达到巅峰，它们共计曾出现在超过10,000个社区里，拥有听众四千五百万人次；但到约1940年这一形式自然的消亡了。

## 内容
肖托夸所提供的成人教育课程中举凡娱乐、戏剧、音乐、讨论、演讲均有，有效的促进了函授教育的发展与暑期学校的兴起。

### 演讲

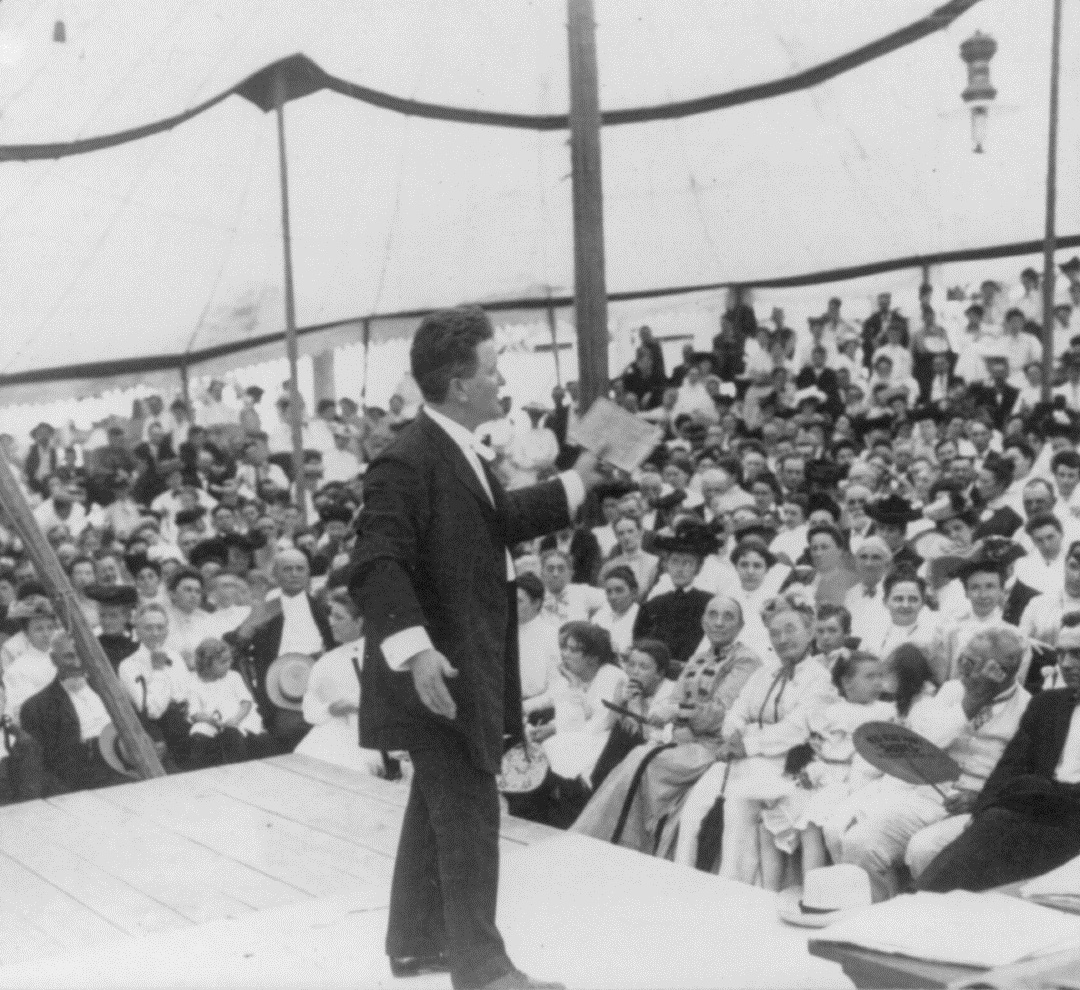
前威斯康星州州长拉佛莱特在一次大型肖托夸集会上发表演讲，照片摄于1905年

演讲是肖托夸活动的重要构成部分。主题包括时事，游记以及故事，通常还伴有插科打诨。威廉·詹宁斯·布莱恩在1925年逝世前一直都是最受欢迎的肖托夸演说家，他演说的主题一般与民粹主义与福音派观点相关，例如禁酒。“监狱圣母”莫德·巴灵顿·布斯（Maud Ballington Booth）是另一个受欢迎的演说家，她通过讲述监狱中的见闻来打动她的听众，使他们改变自身。此外作家奥佩·里德（Opie Read）的故事和朴素哲学也相当受听众喜爱。

### 音乐
音乐对肖托夸活动十分重要。尤其是乐团音乐。曾受约翰·菲利普·苏萨提携的波西米尔·科瑞尔（Bohumir Kryl）所组建的波西米亚乐队是巡回肖托夸的常客。科瑞尔乐队经常表演的曲目之一是来自歌剧《游唱诗人》的“铁砧合唱”，即由四个穿皮围裙的定音鼓手通过在黑暗的舞台上敲击铁砧以产生火花（同时通过特效增强视觉效果）。灵歌也十分流行。白人观众欣赏非裔美国人除黑脸歌舞秀之外的各种表演。其他出现在肖托夸中的音乐要素还包括歌剧，菲斯克银禧歌手所演唱的灵歌与流行要素混合的歌曲，以及其他歌手与器乐团演奏的流行乐曲，民谣和来自不同地区的歌曲。肖托夸中出现的艺人，如被称为“佛蒙特来客”与“老乡村提琴手”的查尔斯·罗斯·塔格特（Charles Ross Taggart），一般是腹语表演者和喜剧演员；他们同时也会讲一些新英格兰乡间的传奇故事。

### 宗教言论
基督教的训谕，布道与礼拜是肖托夸的主题之一。虽然肖托夸运动是由卫理宗成员发起的，但无宗派主义从一开始就是肖托夸的原则，天主教徒如凯瑟琳·杜海蒂（Catherine Doherty）与路德宗信徒如西奥多·伊曼纽尔·施莫克（Theodore Emanuel Schmauk）都曾参与组织过此类活动。
与后期的道德重整运动相比，早期肖托夸的宗教言论只涉及一般本质。到了20世纪上半叶，原教旨主义在肖托夸布道与演讲中所占的比例越来越大。尽管如此，由于肖托夸数目繁多，同时又缺乏中央管理机构，因而不同肖托夸所体现的宗教意味十分不同。一些肖托夸的宗教倾向极为明显，本质上就是宗教营；而另一部分更为世俗的肖托夸则接近于暑期学校，还提供动物表演与空中吊架杂技，与当时的歌舞杂耍戏院及马戏团竞争。肖托夸运动的参与者相信不论世俗知识还是宗教知识都来自于天主，因而同等重要。

## 政治环境
肖托夸运动充分体现了19世纪末期美国社会民粹主义思想崛起的浪潮。当时诸如《人民党宣言》一类的政治宣言表达了大众对政治贪腐的厌恶之情，声援了普通民众在富人与政客面前的艰难处境。其他较常出现在肖托夸演讲中的政治议题有禁酒运动（甚至禁酒令），妇女选举权和童工法等等。  
尽管如此，肖托夸运动尽量避免有明显的政治偏向，因此经常邀请不同政党的政治家做演讲，以平衡集会中的政治导向。例如1936年的肖托夸学院集会，主办方不仅邀请了当时的总统候选人富兰克林·罗斯福和他的共和党对手阿尔夫·兰登，也邀请了两位第三党的候选人。

## 备注
1. ↑  Pirsig, Robert M. . New York: Quill. 1999. ISBN 0688171664. 25th Anniversary Edition.
2. ↑  Page, Walter Hines, Arthur Wilson Page (1921): The World's Work ...: A History of Our Time Vol. XLII （页面存档备份，存于）.  Garden City, New York: Doubleday, Page & Company.
3. ↑  People's Party Platform, Omaha Morning World-Herald , 5 July 1892
4. ↑  .   [2010-03-19]. （原始内容存档于2020-01-12）.